# A lu' Mamaia
A lu' Mamaia este imnul stațiunii Mamaia în anul 2014, melodie cântată de  Delia în colaborare cu Speak. Totul s-a creat cu ajutorul Ha Ha Ha Production, la muzică a lucrat Smiley și Maxx Kissaru, iar versurile fiind creația lui Smiley, Speak, DOC și Micu Dorian. Piesa a fost lansată pe 30 aprilie 2014 împreună cu un videoclip de studio și a strâns peste 1.000.000 de vizualizări. 

## Videoclip
Videoclipul oficial este realizat de Evil Twin Studios in regia lui Spike cu Tudor Panduru D.O.P. și este o coproducție a Ha Ha Ha Production și Cat Music. Filmările au avut loc în stațiunea Mamaia pe parcursul a două zile. A fost încărcat pe YouTube pe 3 iunie 2014 și a strâns peste 1.000.000 de vizualizări în doar o săptămână, iar în prezent are peste 11.000.000.

Ce spune  Delia despre videoclip: 
 „A fost fun la filmările clipului. Am stat 2 zile în Mamaia și pe lângă orele de filmat am și savurat stațiunea. Am cântat, am dansat, m-am simțit ca în tabără alături de prieteni și oameni frumoși. Abia aștept să vină luni să îl lansăm!” 
 
Ce spune Speak despre videoclip: 
 „Mă bucur că am ajuns în etapa în care sunt cel mai nerăbdător! Acest proiect beneficiază de munca a câtorva zeci de oameni, toți super profesioniști și care au reușit să facă totul la un nivel superior. Abia aștept 2 iunie, să pot să vă arăt rezultatul final! ” 

## Performanța în topuri
„A lu' Mamaia” își face apariția pentru prima dată în Romanian Top 100 pe locul 76,
Piesa debutează în „Hit Super 50” la Radio 21 pe locul 27 și continuă ascensiunea până pe poziția a șaptea.

## Topuri
| Grafic (2014)                   | Poziția |
| ------------------------------- | ------- |
| Republica Moldova (Airplay 100) | 59      |
| România (Romanian Top 100)      | 41      |
| România (Hit Super 50/Radio 21) | 7       |

| Grafic (2014)                            | Poziția |
| ---------------------------------------- | ------- |
| România (100 Best Hits of 2014/Radio 21) | 45      |

## Lansările
| Țara    | Data            | Format           | Casă discuri |
| ------- | --------------- | ---------------- | ------------ |
| România | 30 aprilie 2014 | Digital Download | Cat Music    |